# マッコウクジラ上科
マッコウクジラ上科（マッコウクジラじょうか、Physeteroidea）は、ハクジラ小目に属するコマッコウ科とマッコウクジラ科の2科と、これらに近い鯨類をまとめた分類群である。

## 分類
現生群のマッコウクジラ属Physeterとコマッコウ属Kogiaは近縁であり、その上位階級には様々な分類法がある。例えばSimpson (1945) はこの2属をマッコウクジラ科としてまとめ、それぞれをPhyseterinae・Kogiinaeの2亜科に区別した。このように1科2属とする分類は『Mammal Species of the World』の第3版でも採用されている。一方でバーンズ (1991) やRice (1998) はコマッコウ属を独立したコマッコウ科として扱っており、2024年時点の世界海棲哺乳類学会の分類体系でもこの分類法が採用されている。
なお、Simpson (1945) はアカボウクジラ科を本上科に含めているが、バーンズ (1991) やRice (1998) は同科をアカボウクジラ上科として区別している。
絶滅群としてカトドン科Catodontidaeやフィソドン科Physodontidaeを設けることもあるが、バーンズ (1991) はこれらをマッコウクジラ科のシノニムとして扱っている。以下の分類・和名は、バーンズ (1991) に従う。
- Kogiidae コマッコウ科
- Physeteridae マッコウクジラ科
  - Hoplocetinae† ホプロケットゥス亜科（絶滅群）
  - Physeterinae マッコウクジラ亜科

日本で発見・記載された原始的な化石種としてはMiophyseter chitaensisが知られている。